# 沙马乡
沙马乡，是中华人民共和国四川省甘孜藏族自治州白玉县下辖的一个乡镇级行政单位。

## 行政区划
沙马乡下辖以下地区：
德拖村、布格村、门嘎村、火把村、学巴村和瓦岗村。